# Soukolojärvi
Soukolojärvi är en småort i Övertorneå distrikt (Övertorneå socken) i Övertorneå kommun i Sverige som är belägen vid sjön Soukolojärvi, cirka 12 kilometer nordväst om Övertorneå. 
Byns första bosättningar är troligen från 1200-talet.

## Befolkningsutveckling
| Befolkningsutvecklingen i Soukolojärvi 2010–2010 | Befolkningsutvecklingen i Soukolojärvi 2010–2010 | Befolkningsutvecklingen i Soukolojärvi 2010–2010 | Befolkningsutvecklingen i Soukolojärvi 2010–2010 | Befolkningsutvecklingen i Soukolojärvi 2010–2010 |
| ------------------------------------------------ | ------------------------------------------------ | ------------------------------------------------ | ------------------------------------------------ | ------------------------------------------------ |
|                                                  |                                                  |                                                  |                                                  |                                                  |
| År                                               |                                                  |                                                  | Folkmängd                                        | Areal (ha)                                       |
| 2010                                             | 2010                                             |                                                  | 50                                               | 17#                                              |
| Anm.: Ny småort 2010. # Som småort.              |                                                  |                                                  |                                                  |                                                  |

Den 2 november 2016 fanns det enligt Ratsit 88 personer över 16 år registrerade med Soukolojärvi som adress.

## Rökbastun
Soukolojärvi är känt för sina många rökbastuar och bastun med vedeldade ugnar, totalt närmare 30. Byn är den rökbastutätaste i Sverige. Enligt Bastuakademiens inventering av rökbastubeståndet i Sverige finns 54 rökbastur i Sverige. 30 av dem finns inom Övertorneå kommun, varav 13 i Soukolojärvi. I Soukolojärvi finns också den bastu som tros vara världens äldsta rökbastu.
År 2005 anordnades för första gången "öppen rökbastu" i Soukolojärvi.

## Evenemang
Ett annat återkommande arrangemang är Soukolojärvinappet, en pimpeltävling som varje år anordnas på sjön. 

## Personer från orten
Namnkunniga bybor är språkvetaren Erik Wahlberg, folkhögskolerektorn Uno Hanno, friidrottarna Sixten och Östen Wahlberg samt konstnären Lars Siekas.